# Heliconius pseudoweymeri
Heliconius pseudoweymeri är en fjärilsart som beskrevs av Holzinger 1968. Heliconius pseudoweymeri ingår i släktet Heliconius och familjen praktfjärilar. Inga underarter finns listade i Catalogue of Life.